# Gaillefontaine
Gaillefontaine est une commune française située dans le département de la Seine-Maritime en région Normandie.

## Géographie

### Localisation

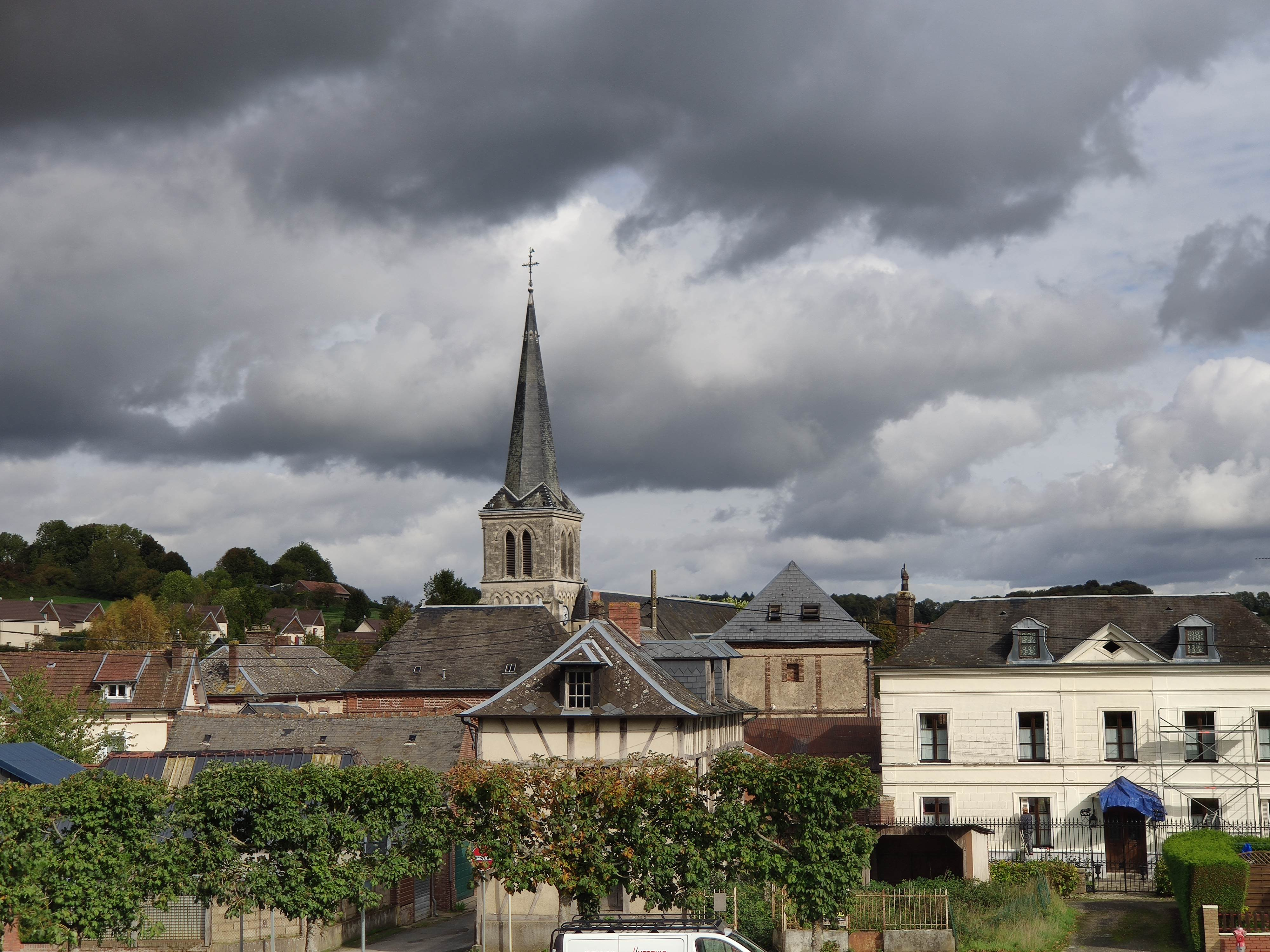
Vue générale.

Gaillefontaine est une commune du pays de Bray en Normandie située dans la vallée de la Béthune.
Elle se trouve sur l'axe Rouen - Amiens, à environ 60 km de Rouen et 70 km d'Amiens, au carrefour de l'ex-RN 319 (RD 919) avec les D 9 et D 135.

### Communes limitrophes
Gaillefontaine est bordée au nord-ouest par la commune de Beaussault, au nord-est par celle de Conteville, à l'est par celle de Criquiers, au sud-est par celle d'Haucourt, au sud par celle de Longmesnil, à l'ouest par celles du Thil-Riberpé et de Compainville.
| Beaussault                     | Conteville                           | Criquiers |
| Compainville, Le Thil-Riberpré | Gaillefontaine                       | Haucourt  |
| Longmesnil                     | Pommereux, Saint-Michel-d'Halescourt | Grumesnil |

### Hydrographie
La commune est située dans le bassin Seine-Normandie. Elle est drainée par l'Arques, le Thérain, le ruisseau d'Halescourt, le cours d'eau 01 de la commune de Gaillefontaine et le ruisseau du Thil,,.
L'Arques, d'une longueur de 67 km, prend sa source dans la commune , à une altitude de 204 m (le cours d'eau porte alors le nom de rivière de la Béthune) et se jette  dans la Manche à Dieppe, après avoir traversé 24 communes. 
Le Thérain, d'une longueur de 94 km, prend sa source dans la commune  et se jette  dans l'Oise à Saint-Leu-d'Esserent, après avoir traversé 43 communes. 

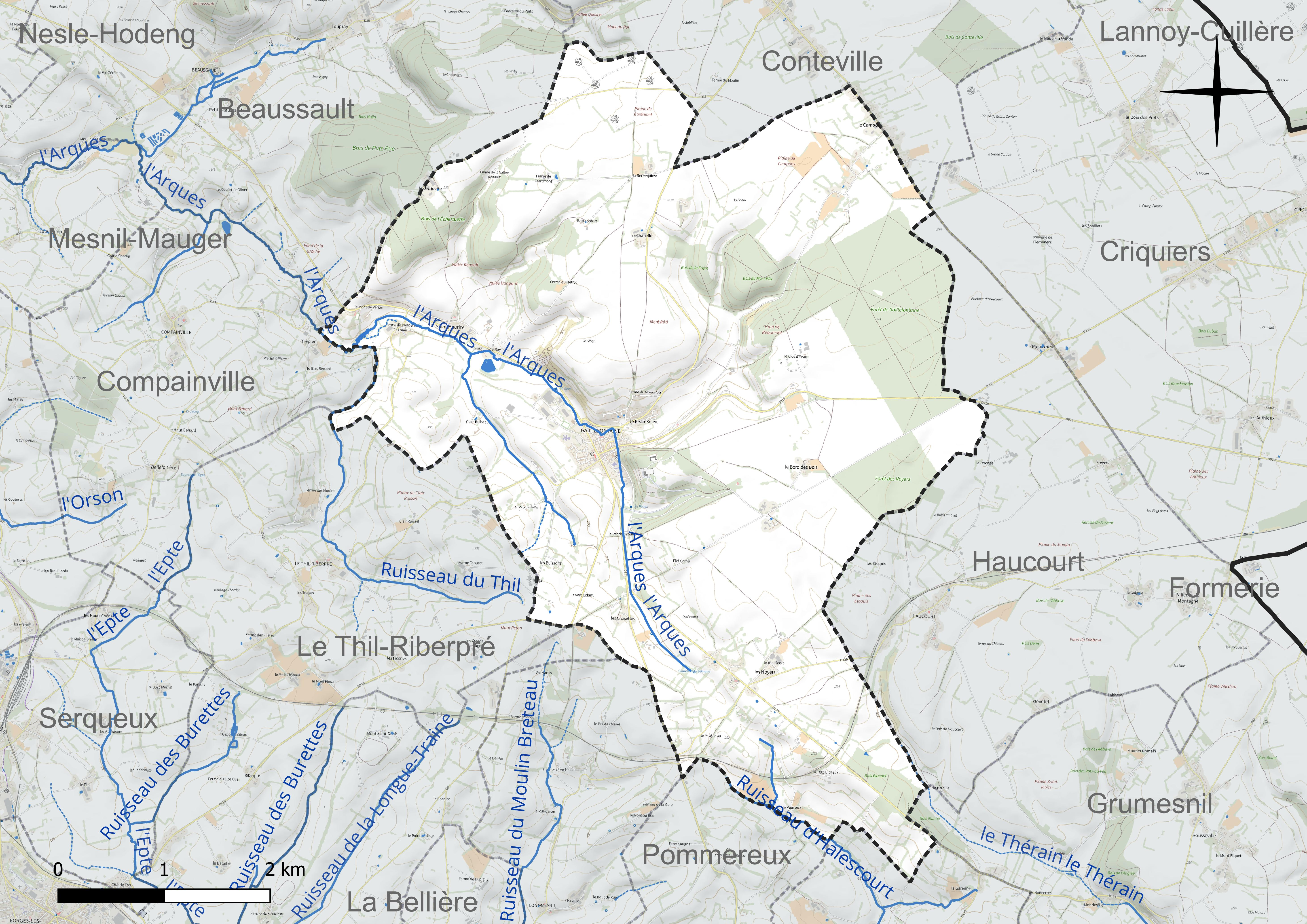
Réseau hydrographique de Gaillefontaine.

### Climat
Pour des articles plus généraux, voir Climat de la Normandie et Climat de la Seine-Maritime.
En 2010, le climat de la commune est de type climat océanique dégradé des plaines du Centre et du Nord, selon une étude du CNRS s'appuyant sur une série de données couvrant la période 1971-2000. En 2020, Météo-France publie une typologie des climats de la France métropolitaine dans laquelle la commune est exposée à un climat océanique et est dans la région climatique Côtes de la Manche orientale, caractérisée par un faible ensoleillement (1 550 h/an) ; forte humidité de l’air (plus de 20 h/jour avec humidité relative > 80 % en hiver), vents forts fréquents. Parallèlement le GIEC normand, un groupe régional d’experts sur le climat, différencie quant à lui, dans une étude de 2020, trois grands types de climats pour la région Normandie, nuancés à une échelle plus fine par les facteurs géographiques locaux. La commune est, selon ce zonage, exposée à un « climat contrasté des collines », correspondant au Pays de Bray, bien arrosé et frais.
Pour la période 1971-2000, la température annuelle moyenne est de 9,9 °C, avec une amplitude thermique annuelle de 13,5 °C. Le cumul annuel moyen de précipitations est de 881 mm, avec 12,8 jours de précipitations en janvier et 8,7 jours en juillet. Pour la période 1991-2020, la température moyenne annuelle observée sur la station météorologique la plus proche, située sur la commune de Forges-les-Eaux à 7 km à vol d'oiseau, est de 10,7 °C et le cumul annuel moyen de précipitations est de 860,1 mm,. Pour l'avenir, les paramètres climatiques de la commune estimés pour 2050 selon différents scénarios d'émission de gaz à effet de serre sont consultables sur un site dédié publié par Météo-France en novembre 2022.

## Urbanisme

### Typologie
Au 1er janvier 2024, Gaillefontaine est catégorisée bourg rural, selon la nouvelle grille communale de densité à sept niveaux définie par l'Insee en 2022.
Elle est située hors unité urbaine et hors attraction des villes,.

### Occupation des sols

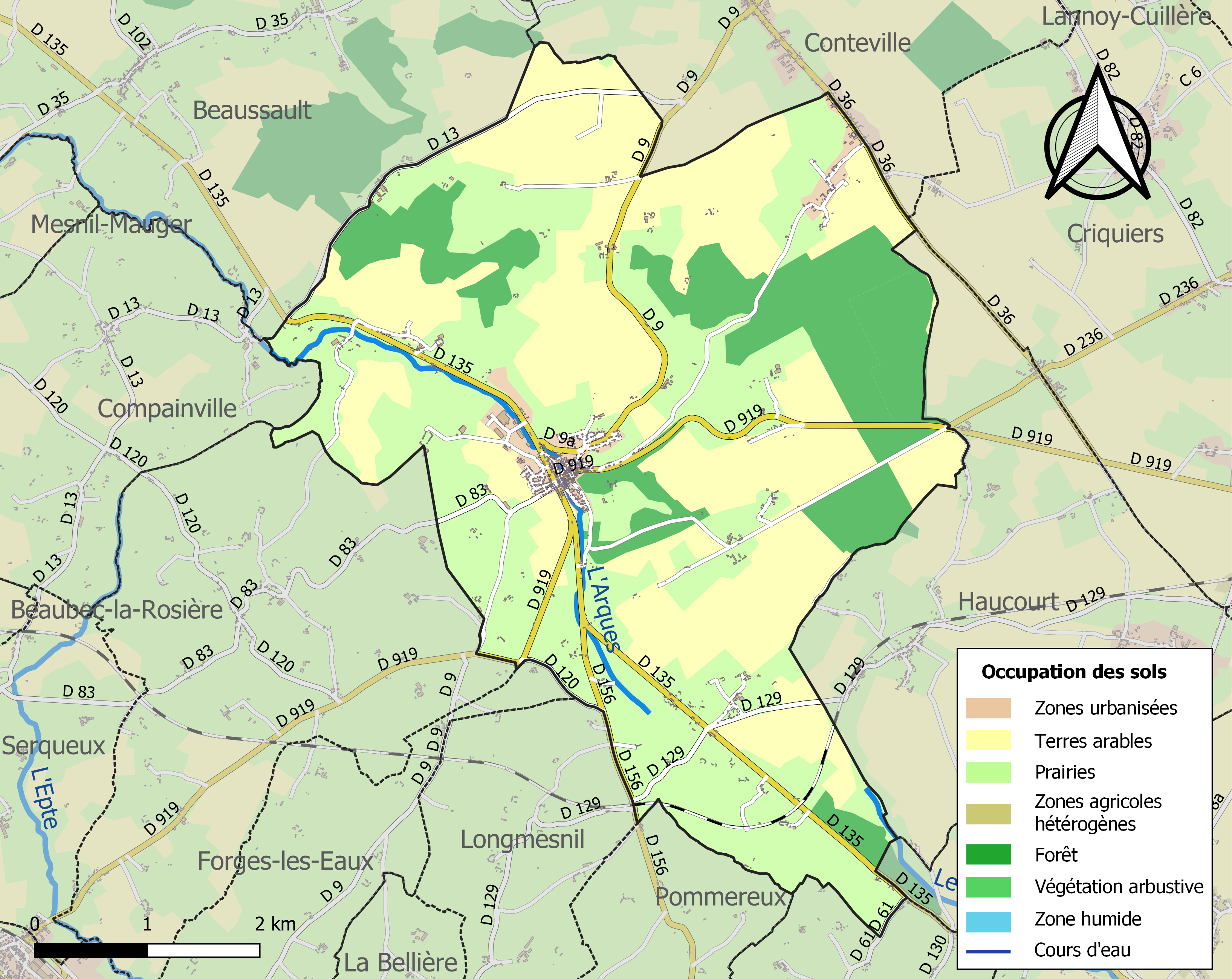
Carte des infrastructures et de l'occupation des sols de la commune en 2018 (CLC).

L'occupation des sols de la commune, telle qu'elle ressort de la base de données européenne d’occupation biophysique des sols Corine Land Cover (CLC), est marquée par l'importance des territoires agricoles (80,2 % en 2018), une proportion sensiblement équivalente à celle de 1990 (80,5 %). La répartition détaillée en 2018 est la suivante : 
prairies (42 %), terres arables (38,2 %), forêts (17,1 %), zones urbanisées (2,7 %). L'évolution de l’occupation des sols de la commune et de ses infrastructures peut être observée sur les différentes représentations cartographiques du territoire : la carte de Cassini (XVIIIe siècle), la carte d'état-major (1820-1866) et les cartes ou photos aériennes de l'IGN pour la période actuelle (1950 à aujourd'hui).

### Habitat et logement
En 2018, le nombre total de logements dans la commune était de 663, alors qu'il était de 651 en 2013 et de 627 en 2008.
Parmi ces logements, 77,1 % étaient des résidences principales, 6,2 % des résidences secondaires et 16,7 % des logements vacants. Ces logements étaient pour 79,9 % d'entre eux des maisons individuelles et pour 19,9 % des appartements.
Le tableau ci-dessous présente la typologie des logements à Gaillefontaine en 2018 en comparaison avec celle de la Seine-Maritime et de la France entière. Une caractéristique marquante du parc de logements est ainsi une proportion de résidences secondaires et logements occasionnels (6,2 %) supérieure à celle du département (3,9 %) mais inférieure à celle de la France entière (9,7 %). Concernant le statut d'occupation de ces logements, 58,5 % des habitants de la commune sont propriétaires de leur logement (55,6 % en 2013), contre 53 % pour la Seine-Maritime et 57,5 % pour la France entière.
| Typologie                                               | Gaillefontaine | Seine-Maritime | France entière |
| ------------------------------------------------------- | -------------- | -------------- | -------------- |
| Résidences principales (en %)                           | 77,1           | 88             | 82,1           |
| Résidences secondaires et logements occasionnels (en %) | 6,2            | 3,9            | 9,7            |
| Logements vacants (en %)                                | 16,7           | 8,1            | 8,2            |

### Énergie
L'extension du parc éolien de Gaillefontaine (5 éoliennes) exploité par ÉnergieTeam  est envisagée sur la commune (3 appareils, plaine du Campdos) et sur celle de Haucourt. Une enquête publique préalable à la création de cette nouvelle installation est organisée au printemps 2020.
Depuis 2015, les écoles de la commune sont chauffées par une chaudière à bois déchiqueté, utilisant des tailles de bois bocager local.

## Toponymie
La localité est attestée sous le nom de Goislen fontana vers 1040 et 1066.
Selon Dauzat et Rostaing, il s'expliquerait par le nom de personne germanique Gailo et le latin fontana, fontaine, source.

## Histoire

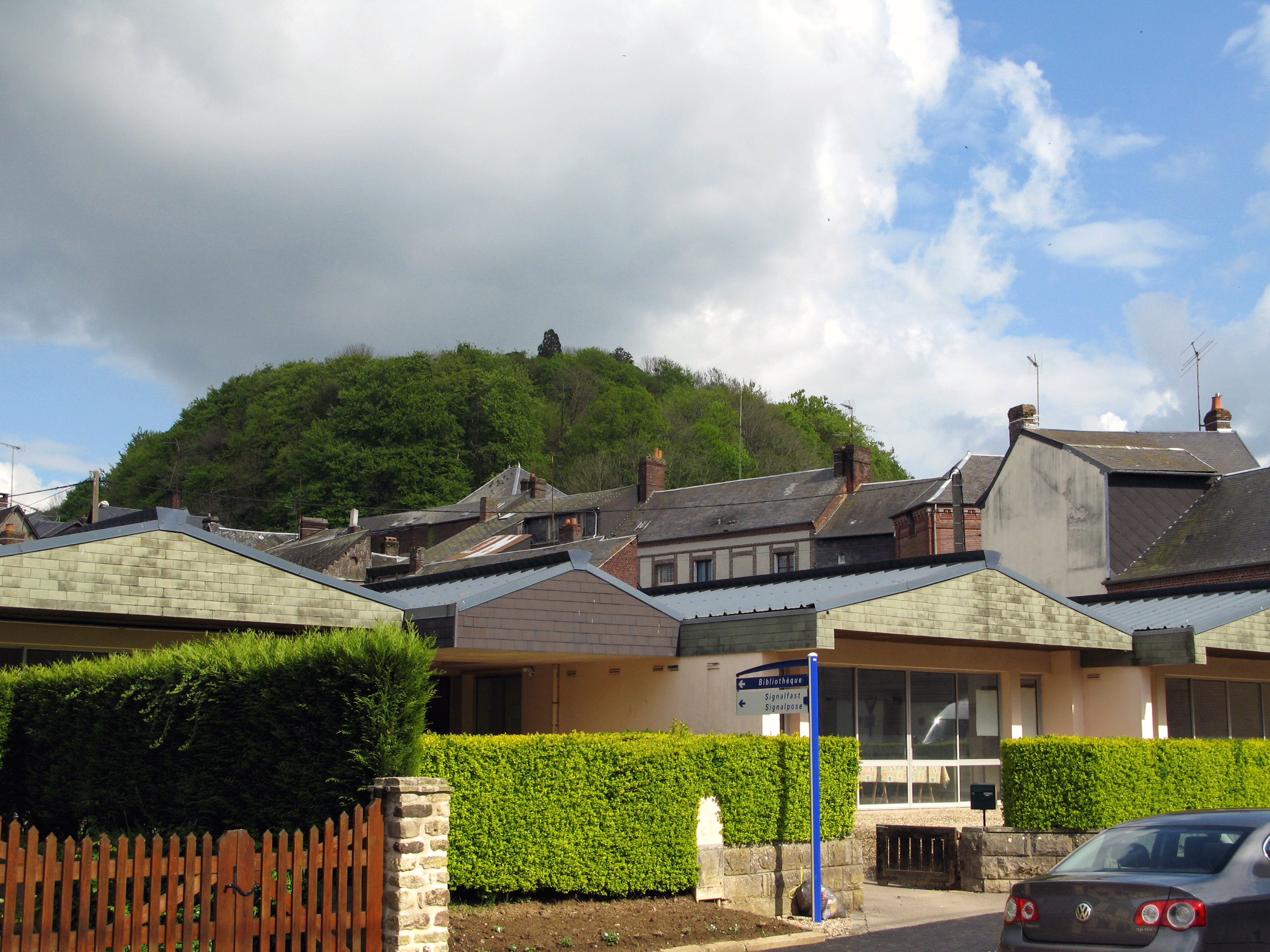
La motte castrale domine la ville.

### Antiquité
Les Romains construisent vers 450, une voie allant d'Amiens à Rouen.
Un vase en terre contenant soixante pièces d'argent, qui toutes portaient la légende Karlus Francorum Rex, datant de l'époque franque, a été trouvé vers 1850.

### Moyen Âge
Au Moyen Âge, Gaillefontaine est le siège d'une vicomté, d'une châtellenie, d'un bailliage avec droit de haute, moyenne et basse justice s'étendant sur 24 seigneuries aux environs. Sa dévolution suit celle du château voisin de La Ferté.
En  912, Rollon constitue la seigneurie au profit d'un dénommé Eudes.
En  1050, un château fort normand est édifié par Hugues Ier de Gournay sur une motte castrale. Le château change ensuite souvent de mains jusqu'à sa destruction, au XVe siècle (rois d'Angleterre puis rois de France).
Vers 1140, le prieuré de Clair-Ruissel est fondé pour des religieuses de l'abbaye Notre-Dame de Fontevraud.
En 1204, Gaillefontaine est réunie au domaine royal.
En 1310, Philippe le Bel donne la seigneurie de Gaillefontaine à Charles de Valois, qui l'échange avec Enguerrand de Marigny.
Le roi Charles IV le Bel séjourne au château de Charles de Valois en 1327. En 1349 : sa veuve, Jeanne d'Évreux, fonde à Gaillefontaine l'hôpital de la Sainte-Trinité. En 1332, Gaillefontaine constitue une commune, et on conserve un manuscrit par lequel la commune cède en viager la garde et l'entretien de cette maladrerie à Thomas de La Fontaine et à sa femme Marguerite.
Au XIVe siècle, les Jacques investissent le prieuré de Clair-Ruissel.
Après avoir levé le siège de Beauvais en 1472, Charles le Téméraire assiège Gaillefontaine, démantèle la forteresse, pille le bourg et l'incendie.
Une léproserie est signalée au XVe siècle.

### Temps modernes

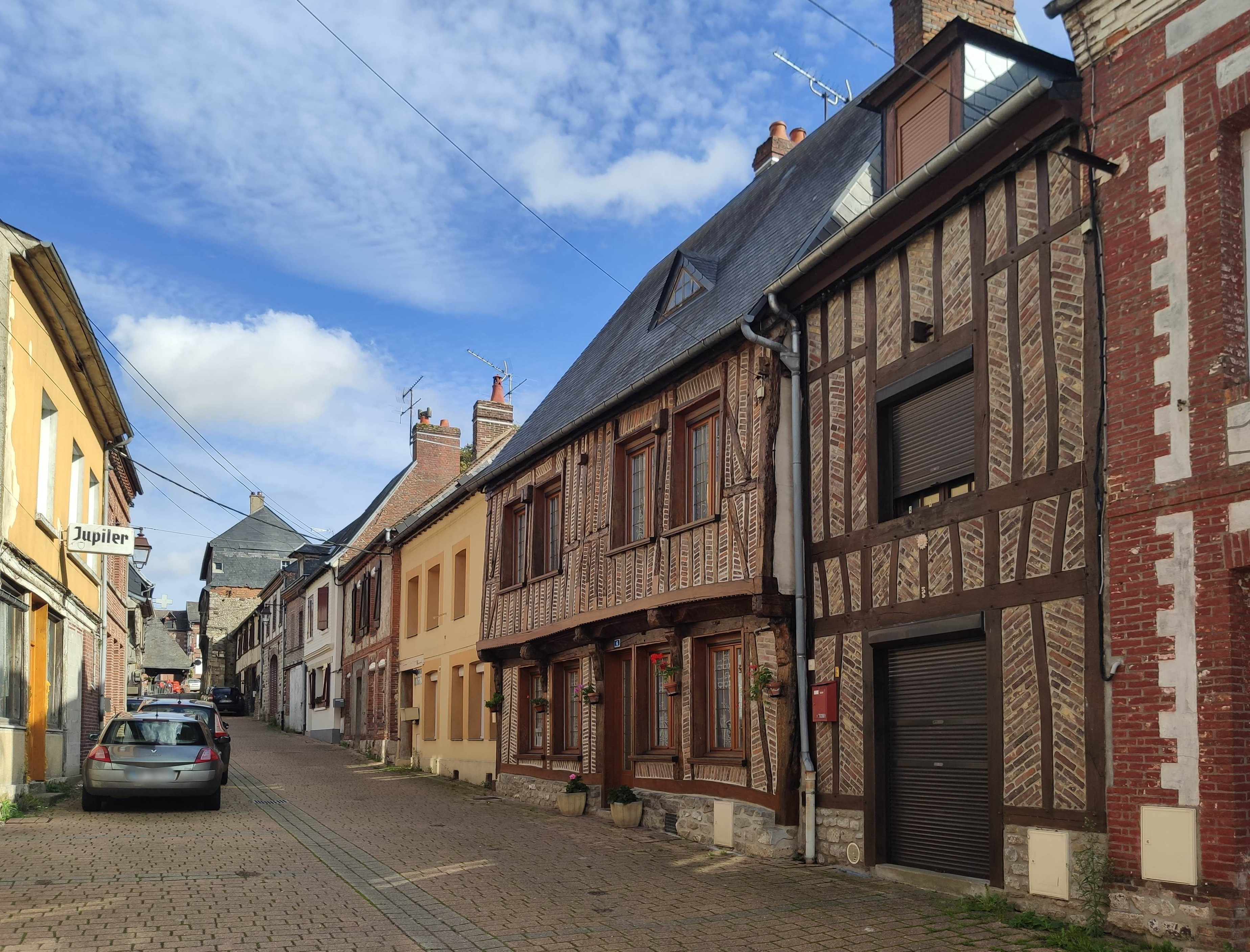
La rue aux Juifs accueille plusieurs belles maisons anciennes.

- En 1488, la châtellenie de Gaillefontaine passe à François Ier d'Orléans-Longueville, mort en 1491, dont la descendance la conserve jusqu'à son arrière-petit-fils, Léonor d'Orléans, duc de Longueville et d'Estouteville, mort en 1573. La veuve de ce dernier, Marie de Bourbon Saint Pol, vend Gaillefontaine en 1597[28].
- Le 26 mai 1597, la châtellenie de Gaillefontaine est achetée par François d'Espinay Saint Luc, grand-maître de l'Artillerie de France, qui est tué deux mois plus tard au siège d'Amiens. Elle passe après lui à son fils, Timoléon d'Espinay Saint Luc, maréchal de France, mort en 1644, puis à son fils, François II d'Espinay Saint Luc, lieutenant général des armées du Roi, gouverneur du Périgord, mort en 1670, à son fils François III d'Espinay Saint Luc, guidon des gendarmes de la Garde du Roi, mort en 1694. Sa fille unique, Marie Anne Henriette d'Espinay Saint Luc, mariée avec François Bertrand de Rochechouart, vend la châtellenie de Gaillefontaine à Thomas Le Gendre de Collandres[29].
- Le 15 septembre 1707, elle est achetée par Thomas Le Gendre de Collandres, maréchal des camps et armées du Roi, issu d'une famille d'hommes d'affaires rouennais d'origine protestante, convertie en 1685[30]. En 1715, il épouse la fille d'un influent personnage, Marc René de Voyer de Paulmy, marquis d'Argenson, Lieutenant général de police sous Louis XIV, puis garde des sceaux de France sous la Régence. Le portrait de Thomas Le Gendre, seigneur de Gaillefontaine, peint en 1713 par Hyacinthe Rigaud, est aujourd'hui au Musée Granet d'Aix en Provence[31]. Thomas Le Gendre, mort en 1738, a pour successeurs son fils Louis Marc Le Gendre de Collandres, puis son autre fils Alexandre Jacques Pierre Le Gendre de Collandres, morts l'un et l'autre sans postérité, puis sa fille Marie Le Gendre de Collandres, épouse de Gabriel Armand de Montmorin. Cette dernière fait construire l'actuel ancien château de Gaillefontaine et y meurt le 5 mai 1779. Son fils Armand Marc de Montmorin de Saint Herem, ambassadeur puis ministre du Roi Louis XVI, est le dernier seigneur de Gaillefontaine, dont il vend le domaine en 1790 à M. du Ruey[32].

Avant, la Révolution, la paroisse et châtellenie de Gaillefontaine était située au temporel dans le Bailliage et l'Élection de Neufchâtel, dans la Généralité de Rouen. Au spirituel, elle appartenait au doyenné de Neufchâtel, dans l'Archidiocèse de Rouen.

### Révolution française et Empire
Gaillefontaine a été chef-lieu de canton sous la Révolution.

### Époque contemporaine

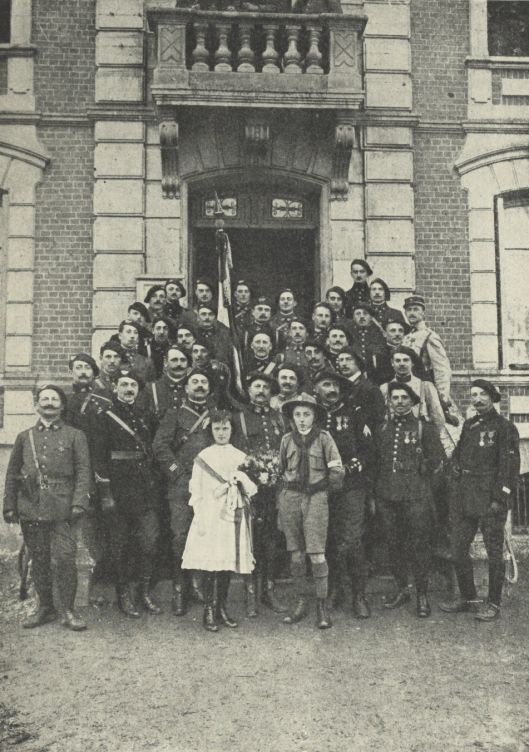
En 1916, durant la Première Guerre mondiale, les officiers du 28e et le drapeau des chasseurs posent devant la mairie.

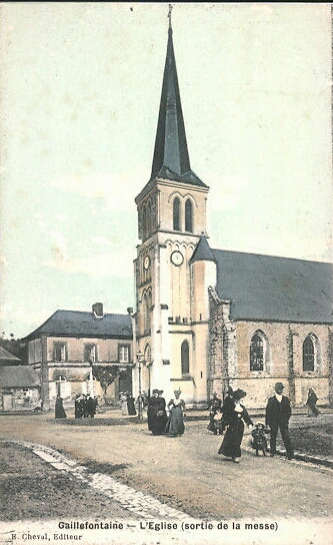
Sortie de messe en 1906.

Le domaine de Gaillefontaine est acheté le 5 avril 1800 aux héritiers de M. du Ruey par Anne Adélaïde Dechaux, veuve du général Hoche.
Gaillefontaine absorbe en 1823 la commune de  Saint-Maurice ("Sancti Mauricii" au XIIe siècle), puis, en 1825, celle de Noyers ("Noiers", "Nouiers" en 1210 : plantation de noyers).
Entre 1881 et 1886, le marquis  Ernest-Gabriel des Roys, petit-fils de la générale Hoche, fait construire l'actuel château. Il a été député de la Seine-Inférieure, conseiller général du canton de Forges-les-Eaux, conseiller municipal de Gaillefontaine,.
Gaillefontaine a été l'une des plus importantes localités du pays de Bray. De nos jours, les trois églises, les vieux noms des rues et les maisons anciennes avec façade à pans de bois sculptés, certaines en encorbellement, datant du XVIe au XVIIIe siècle, rappellent son ancienneté.

## Politique et administration

### Rattachements administratifs et électoraux

#### Rattachements administratifs
La commune se trouve depuis 1926 dans l'arrondissement de Dieppe du département dela  Seine-Maritime.
Après avoir été le chef-lieu d'un fugace canton de Gaillefontaine de 1793 à 1801, elle faisait partie depuis cette date du canton de Forges-les-Eaux. Dans le cadre du redécoupage cantonal de 2014 en France, cette circonscription administrative territoriale a disparu, et le canton n'est plus qu'une circonscription électorale.

#### Rattachements électoraux
Pour les élections départementales, la commune fait partie depuis 2014 du canton de Gournay-en-Bray
Pour l'élection des députés, elle fait partie de la sixième circonscription de la Seine-Maritime.

### Intercommunalité
Gaillefontaine était membre de la  communauté de communes du canton de Forges-les-Eaux,, un établissement public de coopération intercommunale (EPCI) à fiscalité propre créé fin 2001 et auquel la commune avait transféré un certain nombre de ses compétences, dans les conditions déterminées par le code général des collectivités territoriales.
Dans le cadre des dispositions de la loi portant nouvelle organisation territoriale de la République (Loi NOTRe) du 7 août 2015, qui prévoit que les établissements publics de coopération intercommunale (EPCI) à fiscalité propre doivent avoir un minimum de 15 000 habitants, cette petite intercommunalité fusionne avec ses voisines pour former, le 1er janvier 2017, la communauté de communes des 4 rivières, dont la commune est désormais membre.

### Liste des maires
| Période                                  | Période                   | Identité          | Étiquette | Qualité                                                                  |
| ---------------------------------------- | ------------------------- | ----------------- | --------- | ------------------------------------------------------------------------ |
| Les données manquantes sont à compléter. |                           |                   |           |                                                                          |
|                                          |                           | Taburet           |           |                                                                          |
| 1912                                     |                           | Louis Thillais    |           |                                                                          |
| Les données manquantes sont à compléter. |                           |                   |           |                                                                          |
| mars 1983                                | 2008                      | Christian Plailly | PS        | Médecin, suppléant du député Alain Le Vern (1993-2002)                   |
| mars 2008                                | mai 2020                  | Dany Guesdon      |           | Vice-président de la communauté de communes des 4 rivières (2017 → 2020) |
| mai 2020,                                | En cours (au 7 juin 2023) | Jean-Pierre Henry |           | Employé des jeux au casino retraité                                      |

## Équipements et services publics

### Enseignement
Les enfants de Gaillefontaine disposent de l'école primaire Lazare-Hoche et de l'école maternelle Les Mots Passants administrées par le SIVOS Bray-Est et dotées d'un restaurant scolaire.

### Santé
Une maison de santé pluridisciplinaire est créée en 2020 par la Communauté de communes des Quatre Rivières dans le bourg, disposant de trois cabinets médicaux et deux cabinets infirmiers, situés près de la pharmacie. La MSP travaille en étroit contact avec celle de Forges-les-Eaux,.
La maison de retraite Lefebvre-Blondel-Dubus est un Ehpad dont la rénovation et l'extension ont lieu en 2019/2020.

### Autres équipements
Gaillefontaine dispose d'un  centre d'arts, de loisirs, et d'activités culturelles (CALAC) dénommé « atelier associatif  Terre de Bray », qui organise des animations dans les maisons de retraite d’Aumale, Gaillefontaine et Forges-les-Eaux et dans les écoles, ainsi que des cours en atelier.
La salle polyvalente de Gaillefontaine, édifiée dans les années 1980, est rénovée en 2018.

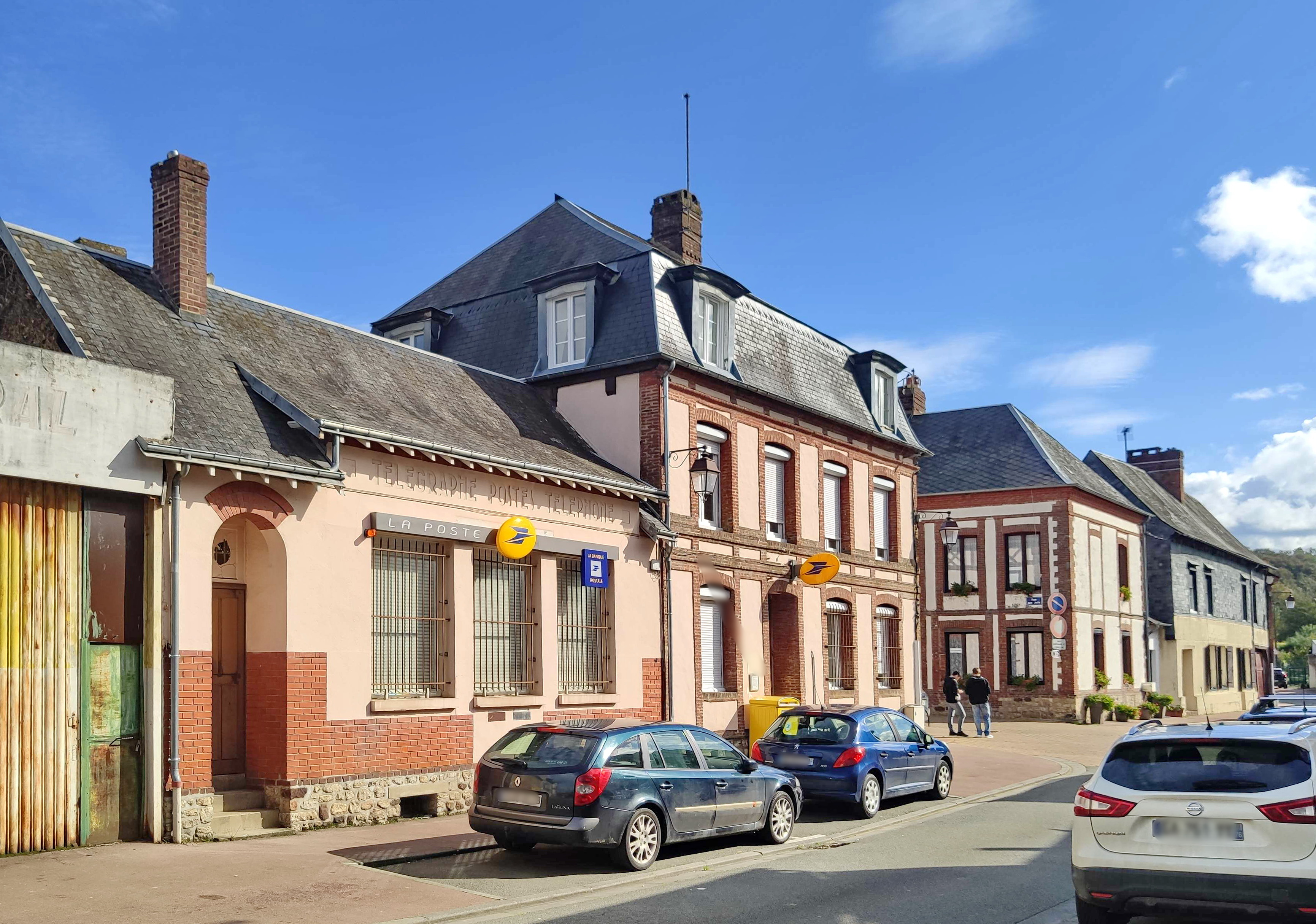
La poste
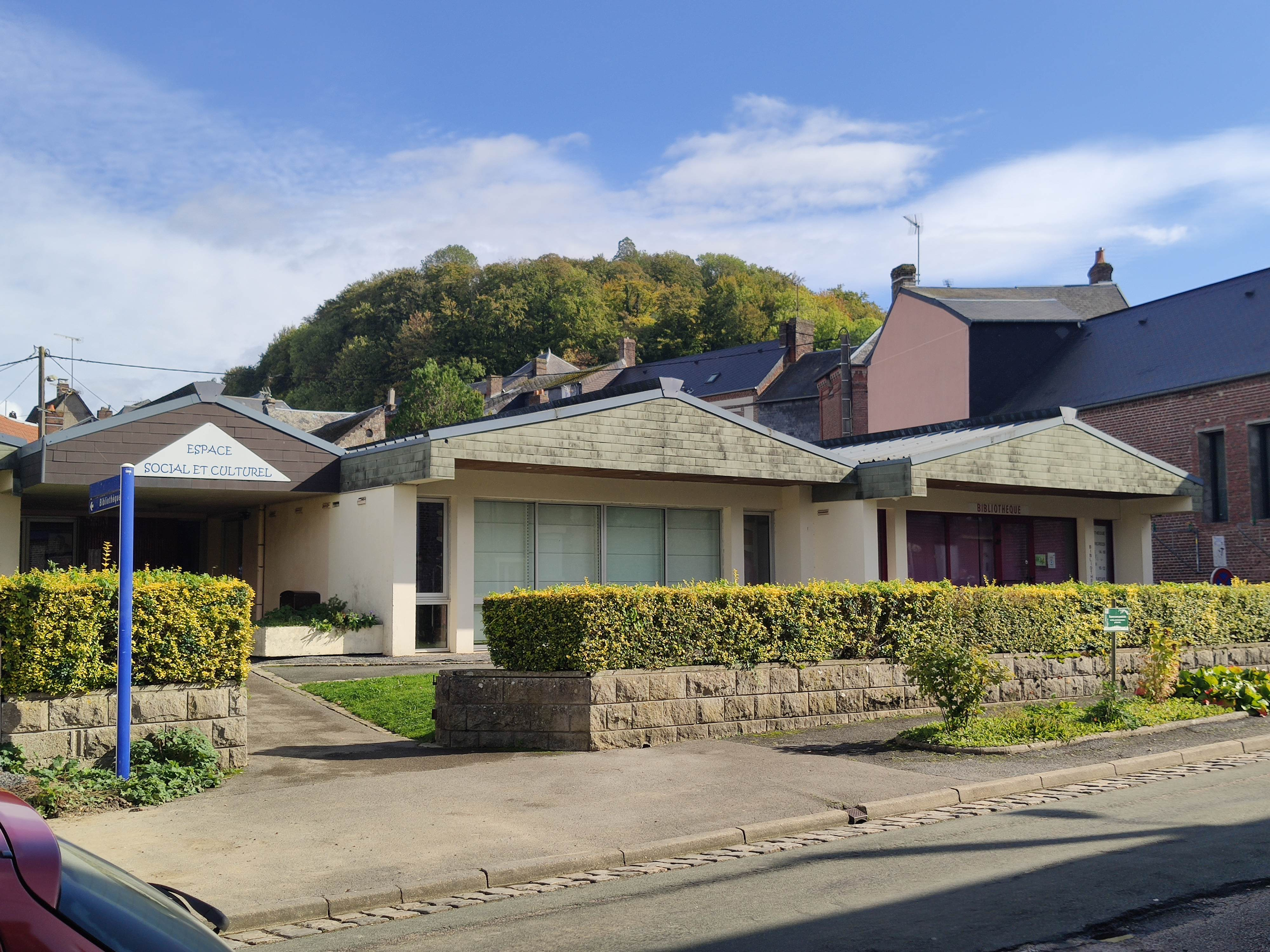
L'espace social et la bibliothèque

## Population et société

### Démographie
L'évolution du nombre d'habitants est connue à travers les recensements de la population effectués dans la commune depuis 1793. Pour les communes de moins de 10 000 habitants, une enquête de recensement portant sur toute la population est réalisée tous les cinq ans, les populations de référence des années intermédiaires étant quant à elles estimées par interpolation ou extrapolation. Pour la commune, le premier recensement exhaustif entrant dans le cadre du nouveau dispositif a été réalisé en 2006.

En 2022, la commune comptait 1 161 habitants, en évolution de −5,46 % par rapport à 2016 (Seine-Maritime : +0,35 %, France hors Mayotte : +2,11 %).
| 1793 | 1800  | 1806  | 1821  | 1831  | 1836  | 1841  | 1846  | 1851  |
| ---- | ----- | ----- | ----- | ----- | ----- | ----- | ----- | ----- |
| 950  | 1 196 | 1 328 | 1 136 | 1 653 | 1 629 | 1 662 | 1 699 | 1 660 |

| 1856  | 1861  | 1866  | 1872  | 1876  | 1881  | 1886  | 1891  | 1896  |
| ----- | ----- | ----- | ----- | ----- | ----- | ----- | ----- | ----- |
| 1 702 | 1 712 | 1 844 | 1 637 | 1 640 | 1 608 | 1 568 | 1 547 | 1 481 |

| 1901  | 1906  | 1911  | 1921  | 1926  | 1931  | 1936  | 1946  | 1954  |
| ----- | ----- | ----- | ----- | ----- | ----- | ----- | ----- | ----- |
| 1 438 | 1 497 | 1 429 | 1 273 | 1 294 | 1 293 | 1 269 | 1 257 | 1 239 |

| 1962  | 1968  | 1975  | 1982  | 1990  | 1999  | 2006  | 2011  | 2016  |
| ----- | ----- | ----- | ----- | ----- | ----- | ----- | ----- | ----- |
| 1 232 | 1 452 | 1 503 | 1 373 | 1 446 | 1 460 | 1 395 | 1 274 | 1 228 |

| 2021  | 2022  | - | - | - | - | - | - | - |
| ----- | ----- | - | - | - | - | - | - | - |
| 1 183 | 1 161 | - | - | - | - | - | - | - |

## Économie
L'une des entreprises de la commune est l'usine Conforbaie, spécialisée dans les fenêtres en PVC. Elle emploie en 2019 25 salariés.

## Culture locale et patrimoine

### Lieux et monuments

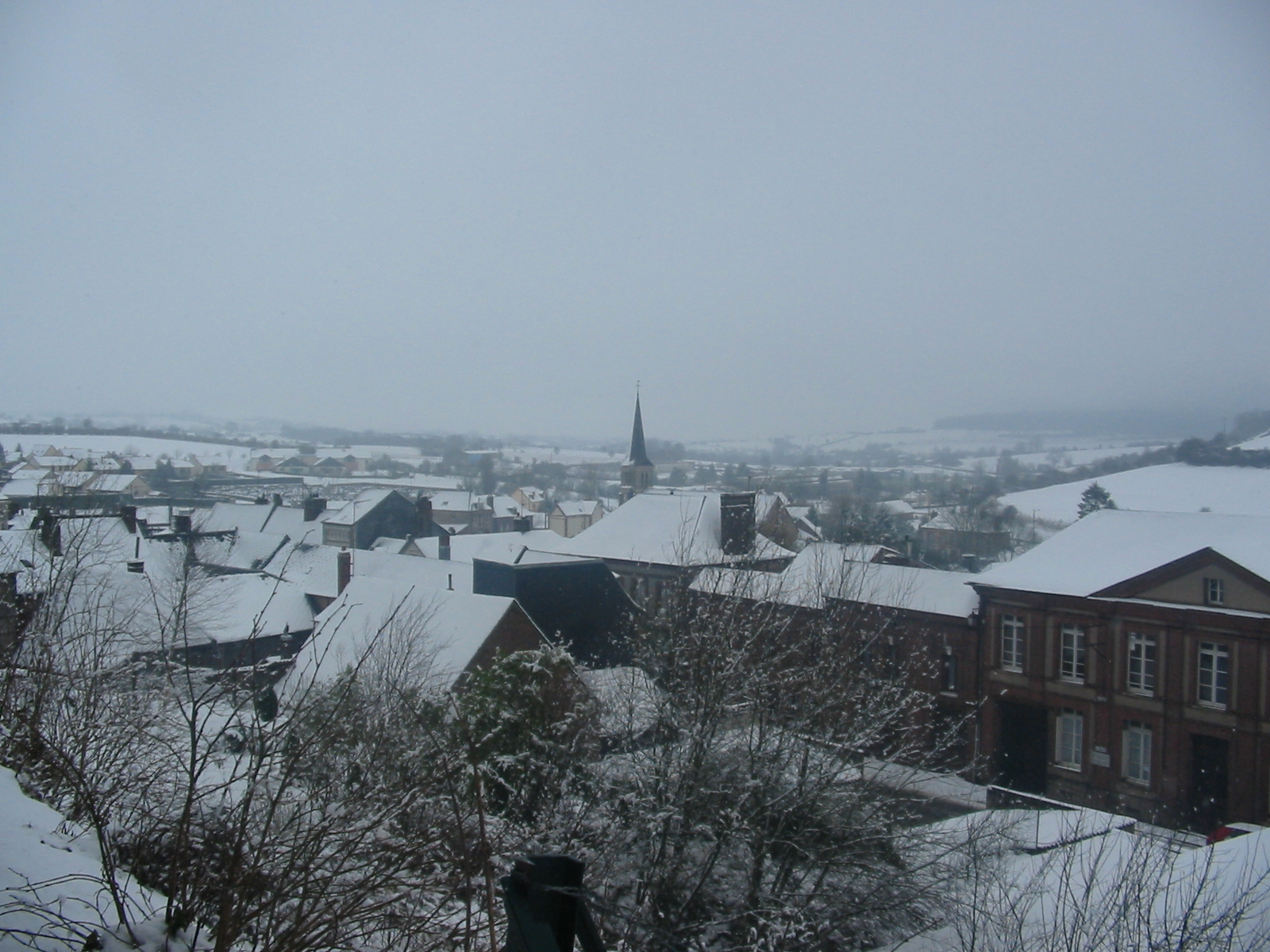
Gaillefontaine sous la neige.

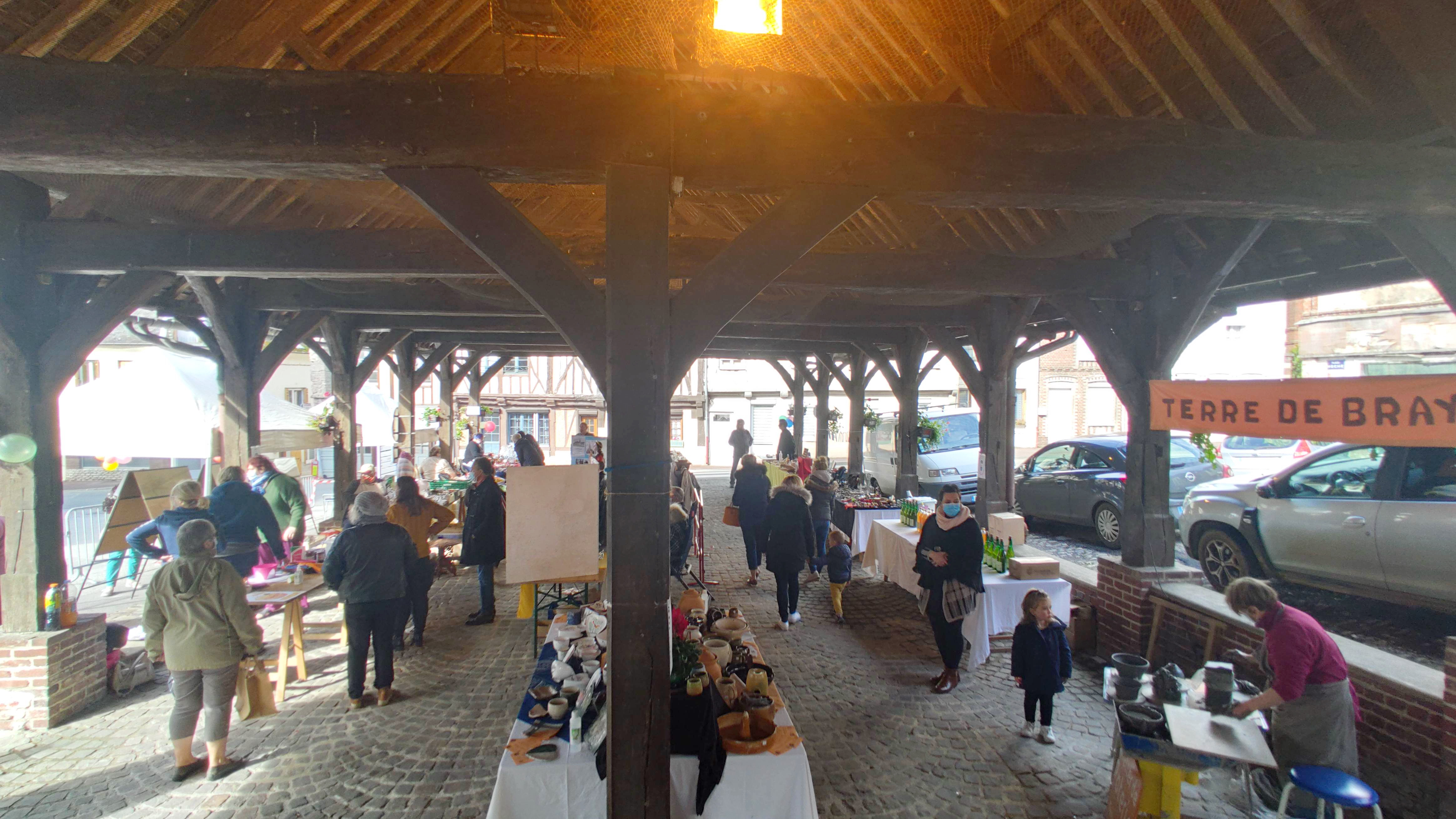
La halle du marché.

- Église Notre-Dame de Gaillefontaine, du XIIIe siècle, avec remaniements et extensions aux siècles suivants. Elle contient un tableau de Léon Viardot Jésus et la Samaritaine au puits de Jacob offert par l’empereur Napoléon III et rénové  par un moine de l’abbaye de Saint-Wandrille à partir de 2016, grâce à la générosité du châtelain de Gaillefontaine, le prince Paul Sanguszo[53], ainsi qu'un retable provenant du monastère cistercien de Saint-Aubin-lès-Gournay.
- Château de Gaillefontaine[23], construit de 1881 à 1886 par les architectes  Bir et Pini pour le marquis Ernest-Gabriel des Roys, dans un style néo-Renaissance; en brique et pierre, avec tourelles, clochetons, fenêtres à meneaux[54],[55].

Il renferme quelques vestiges de l'abbaye de Beaubec et des cheminées provenant du manoir de Bures-en-Bray.
 À proximité, communs élevés selon un  plan en "U" et chapelle sépulcrale familiale élevée selon un plan en forme de croix.
L'ensemble des bâtiments et leurs abords sont classés monument historique depuis un arrêté du 1er février 2001.
- Motte féodale, reste d'un ancien château édifié au XIe siècle, entre le bourg de Gaillefontaine et le château actuel. Cette forteresse était défendue par d'épaisses murailles et une triple enceinte. Demeure des seigneurs de Gaillefontaine au Moyen Âge et siège d'une châtellenie, elle dominait les environs, aux plans géographique, judiciaire et politique. En 1472, elle fut prise, puis détruite, en même temps que le bourg de Gaillefontaine, par Charles le Téméraire, duc de Bourgogne, et ne fut pas reconstruite[57].

L'Abbé Cochet indiquait en 1871 : « De cette forteresse, qui joua un rôle dans l'histoire, il reste une triple enceinte formée par d'énormes fossés et hérissée de tronçons de murailles. Comme tous les châteaux normands, celui-ci occupait le flanc de la colline, dont le donjon couronnait le sommet. Les fossés, dans l'enceinte, ont encore près de 30 mètres de profondeur. Les murs des tours ont une épaisseur gigantesque. La motte du donjon a bien 40 mètres de hauteur et 50 de circonférence. La tradition du pays parle de souterrains allant jusqu'à la chapelle Saint-Christophe et d'une ancienne chapelle dite de la Reine-Blanche (Blanche d'Évreux) ».
- Place Hoche, structurée par des maisons anciennes du XVIIIe siècle et la halle du marché, du XIXe siècle restructurée au XXe siècle. Les rues de Paris et aux Juifs comprennent également de belles demeures anciennes.
- Ancien château, édifié au XVIIIe siècle, utilisé comme tel jusqu'à la construction de l'actuel.
- Manoir de la Longuedalle.
- La chapelle Saint-Jean-Baptiste (Les Noyers), du XIIe siècle, avec remaniements aux siècles suivants. Sa charpente a une forme de coque de bateau inversée. L'édifice dispose de fonts baptismaux en pierre monolithe du XIIIe siècle, constitués d’une cuve ornée aux quatre coins de colonnettes surmontées de chapiteaux, ainsi qu'une statue grandeur nature de saint Jean-Baptiste en pierre polychrome du XVIe siècle[58]

En mauvais état, d'importants travaux de rénovation de l'édifice ont lieu  à partir de 2017,;
- Chapelle Saint-Maurice (Saint-Maurice). Cette église remonte au moins au XIe siècle, ce qui en fait l'une des plus anciennes du Pays de Bray, avec remaniements aux siècles suivants[61]. Le coq du paratonnerre a été refait en 2017[62] ;
- Restes du prieuré du Clair-Ruissel, autrefois affilié à l'Ordre de Fontevraud. Prieuré fondé dans la seconde moitié du XIIe siècle par Hugues IV de Gournay. En 1726, le prieuré hébergeait encore trente-huit religieuses[63]. En 1790, il est fermé et ses biens sont convertis en exploitation agricole.
- Monument aux morts, inauguré en 1921[64].

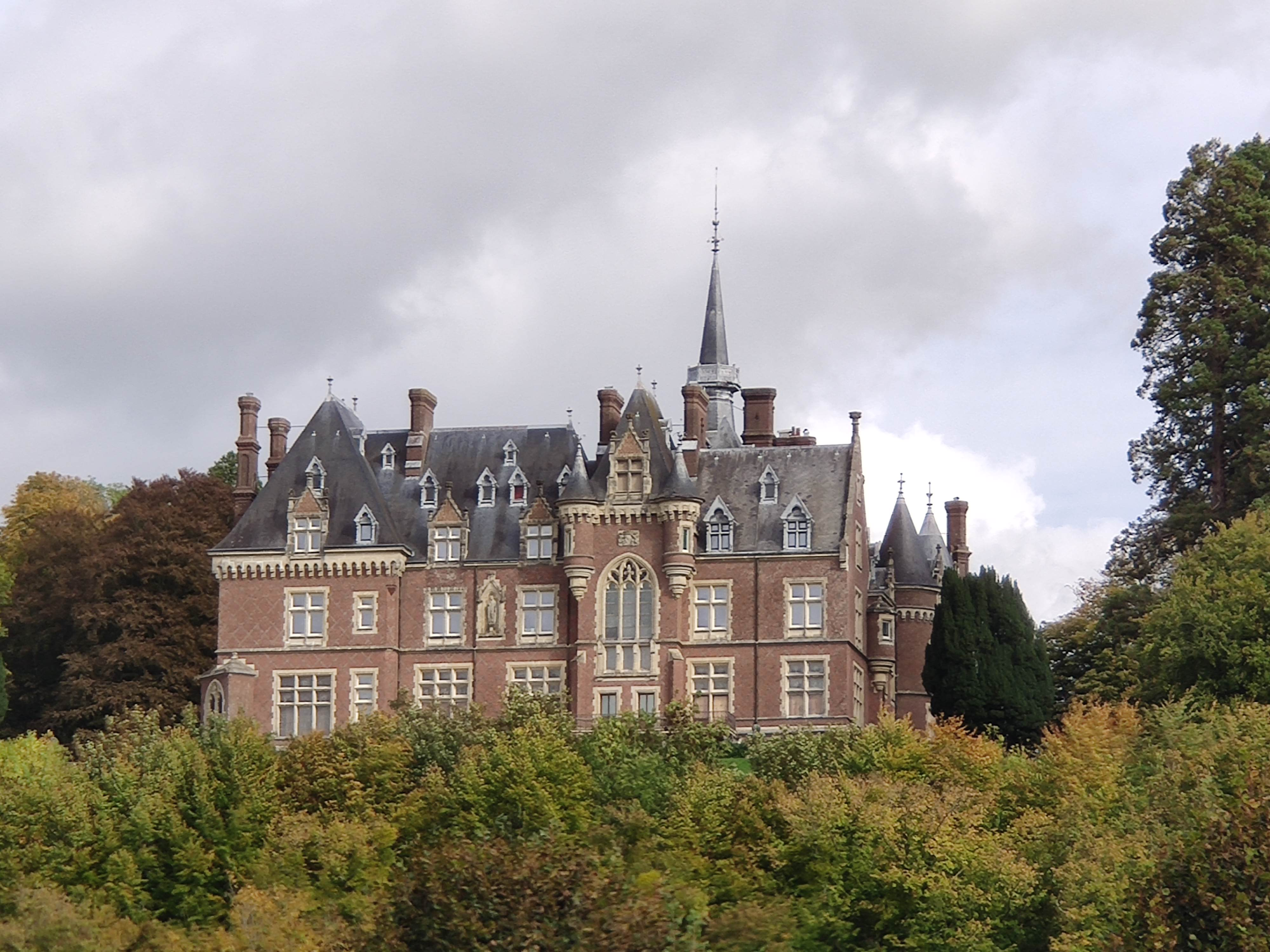
Le château.
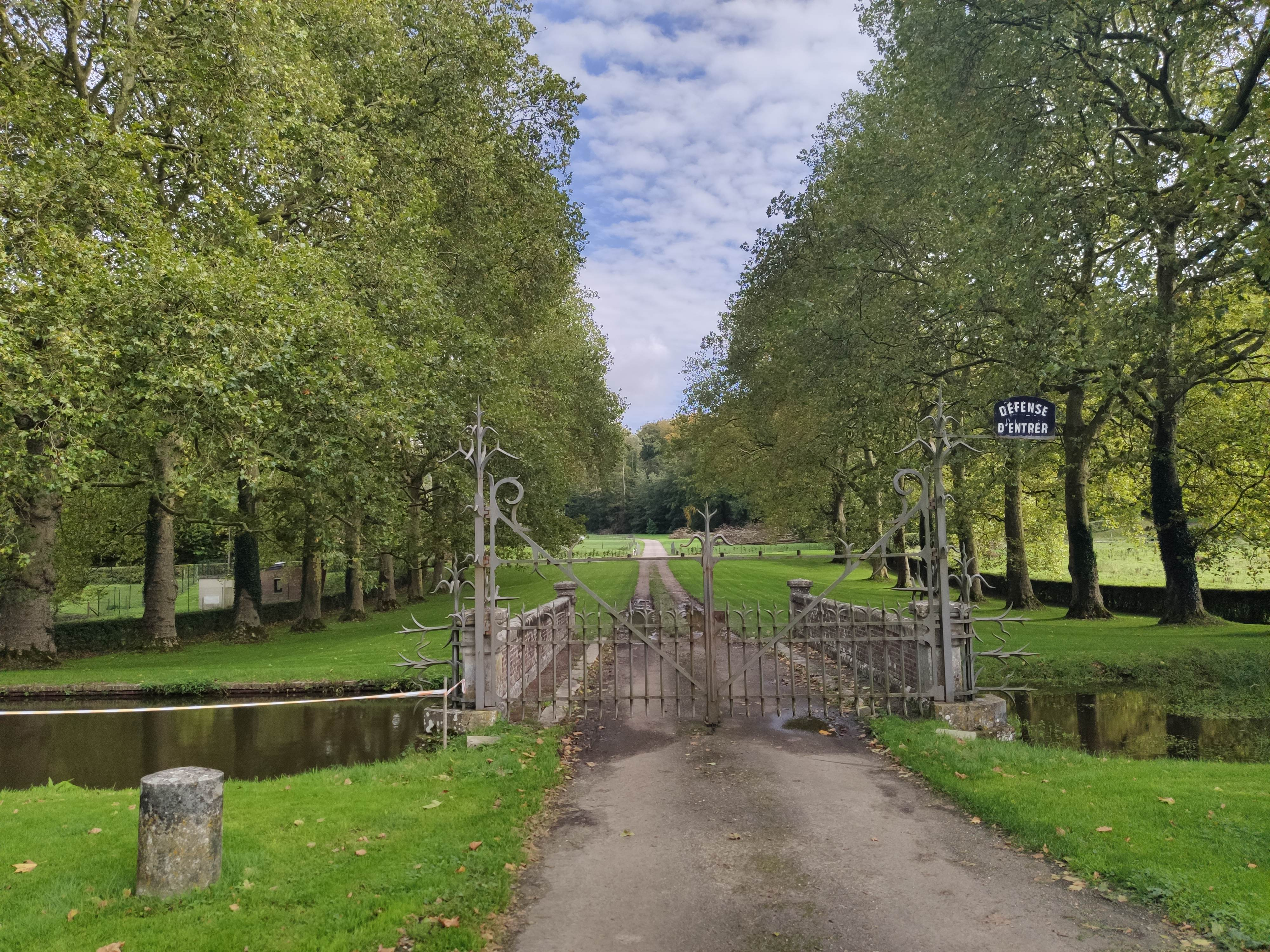
L'entrée du château, le long de la Béthune.
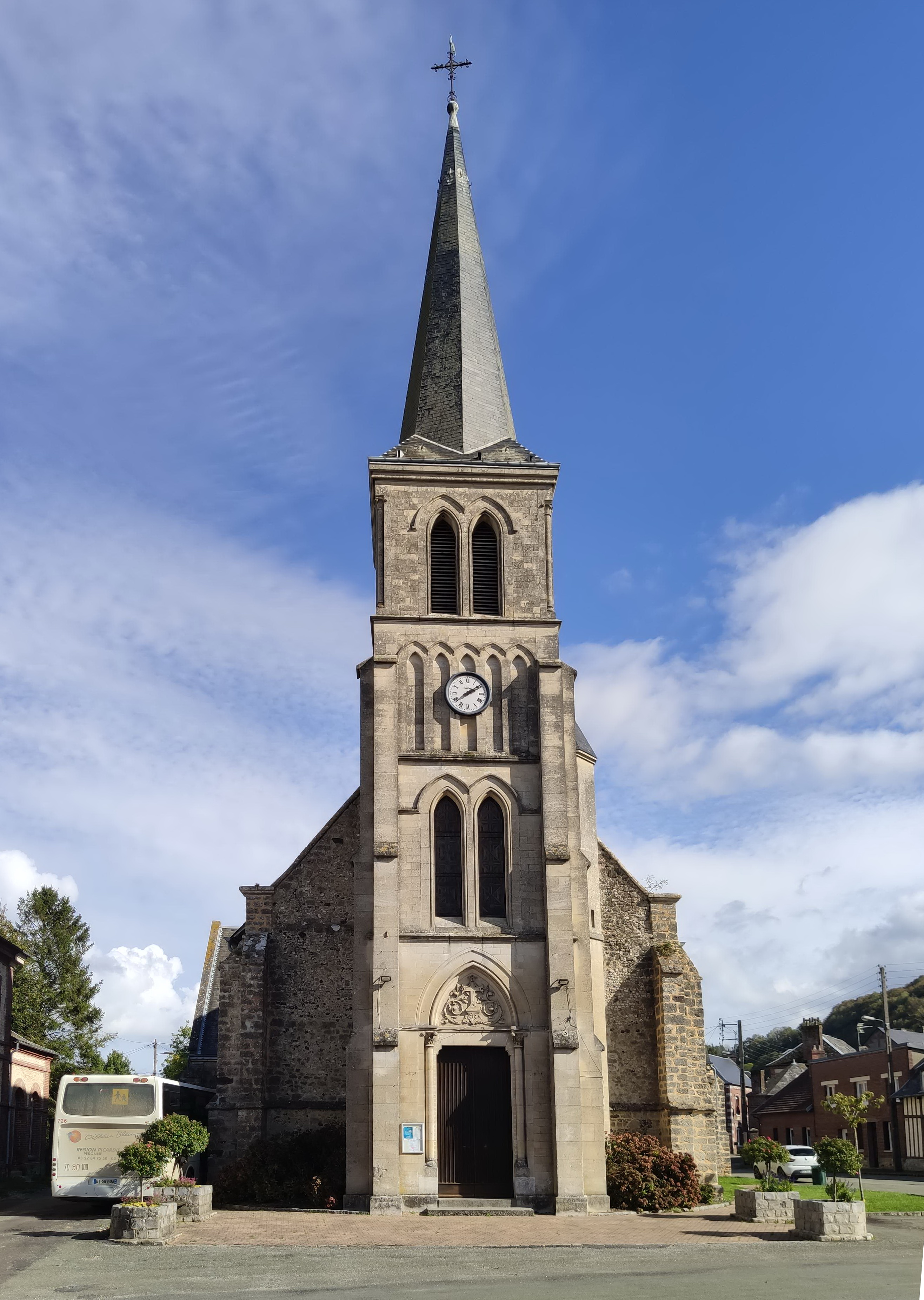
L'église Notre-Dame.
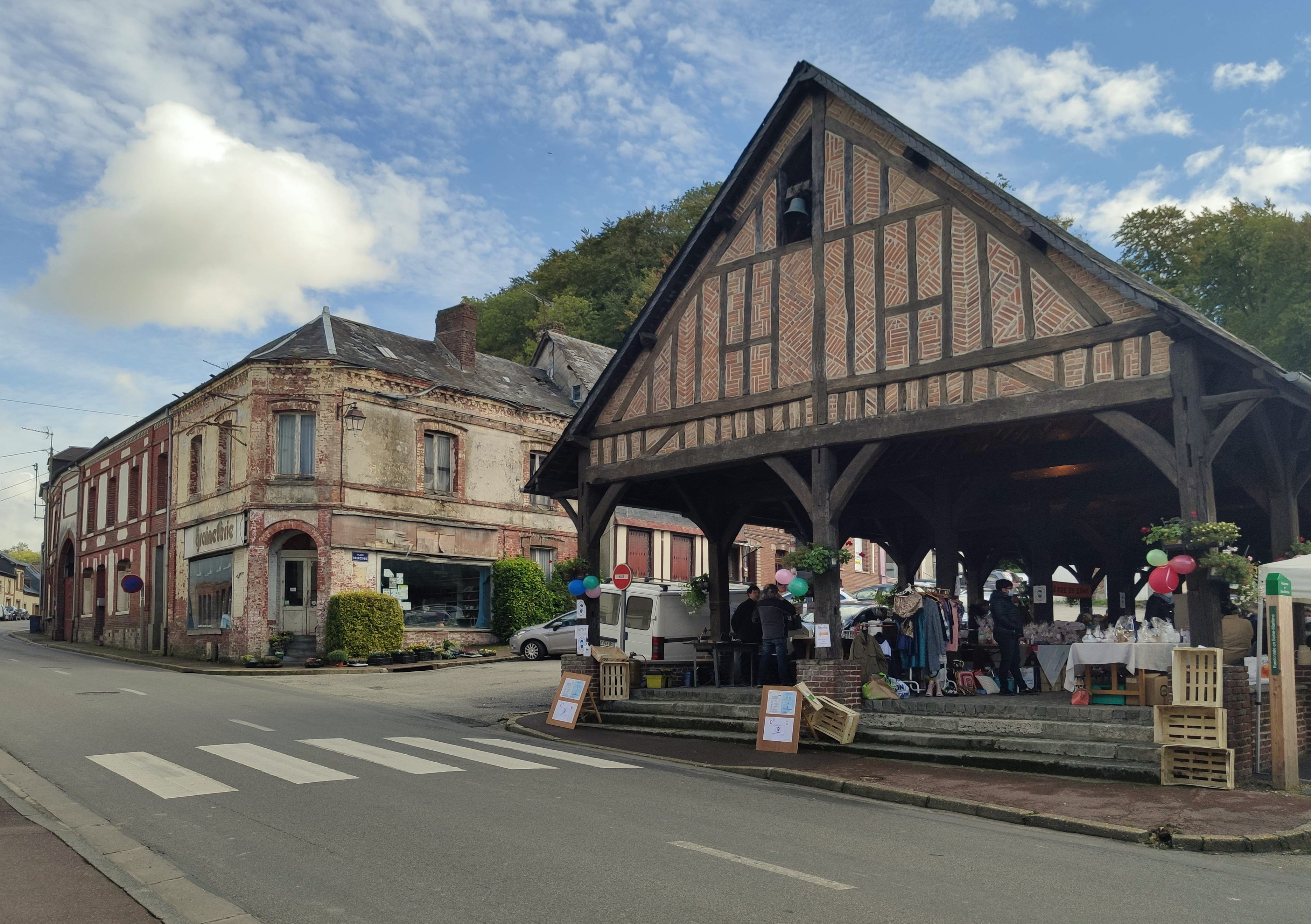
La halle et la Grande rue.
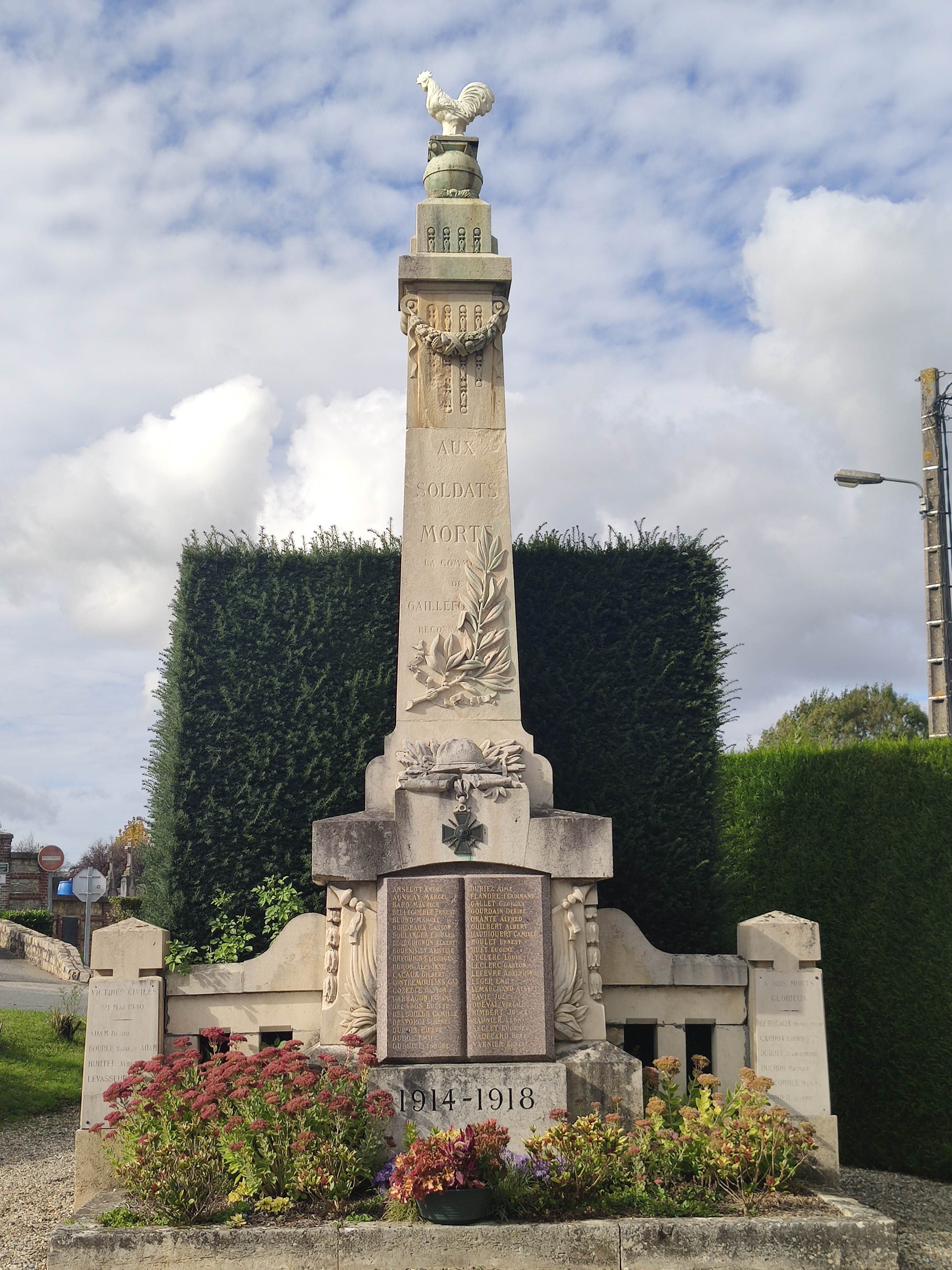
Monument aux morts.
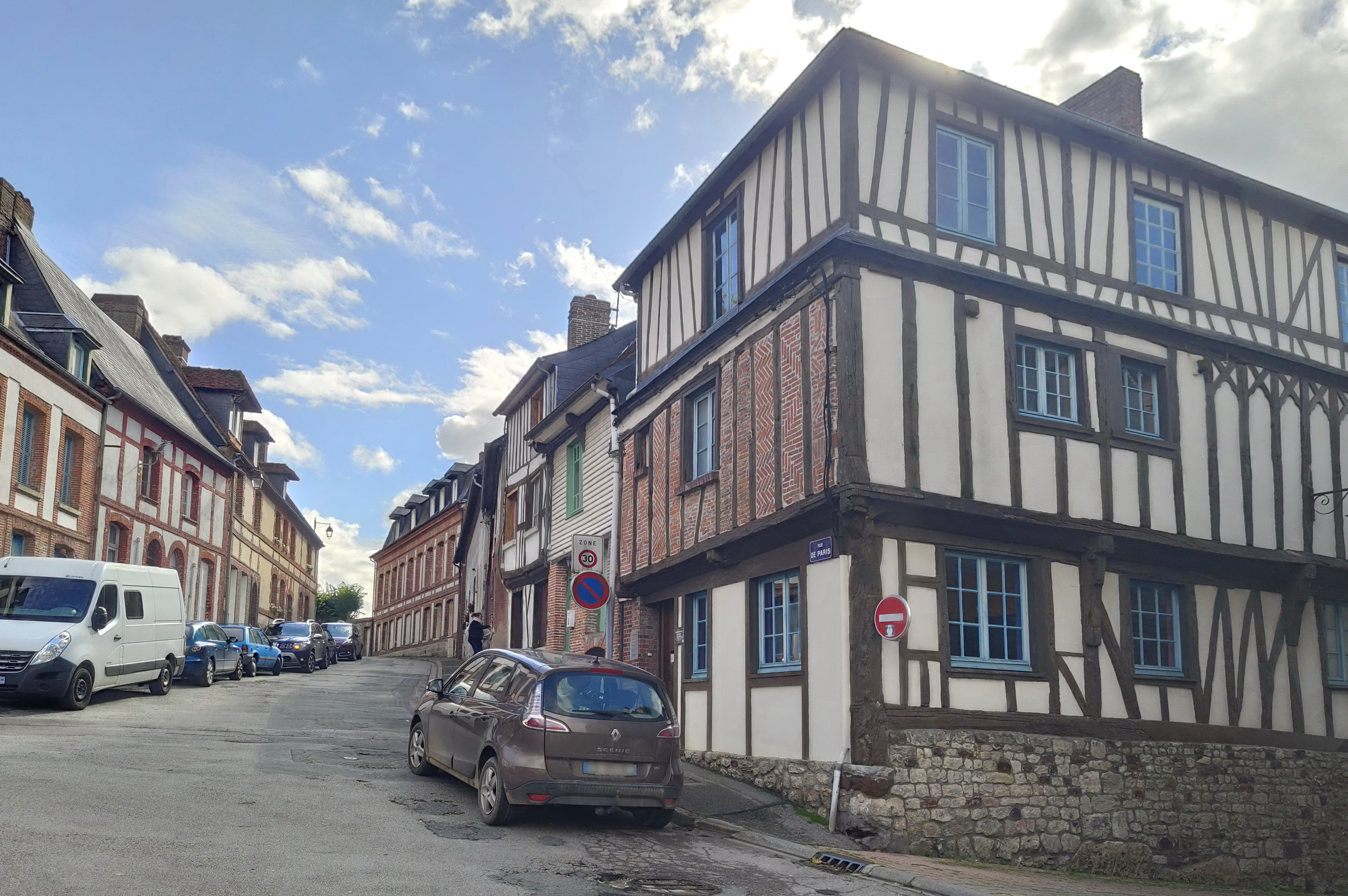
Maison, place Hoche et rue aux Juifs.
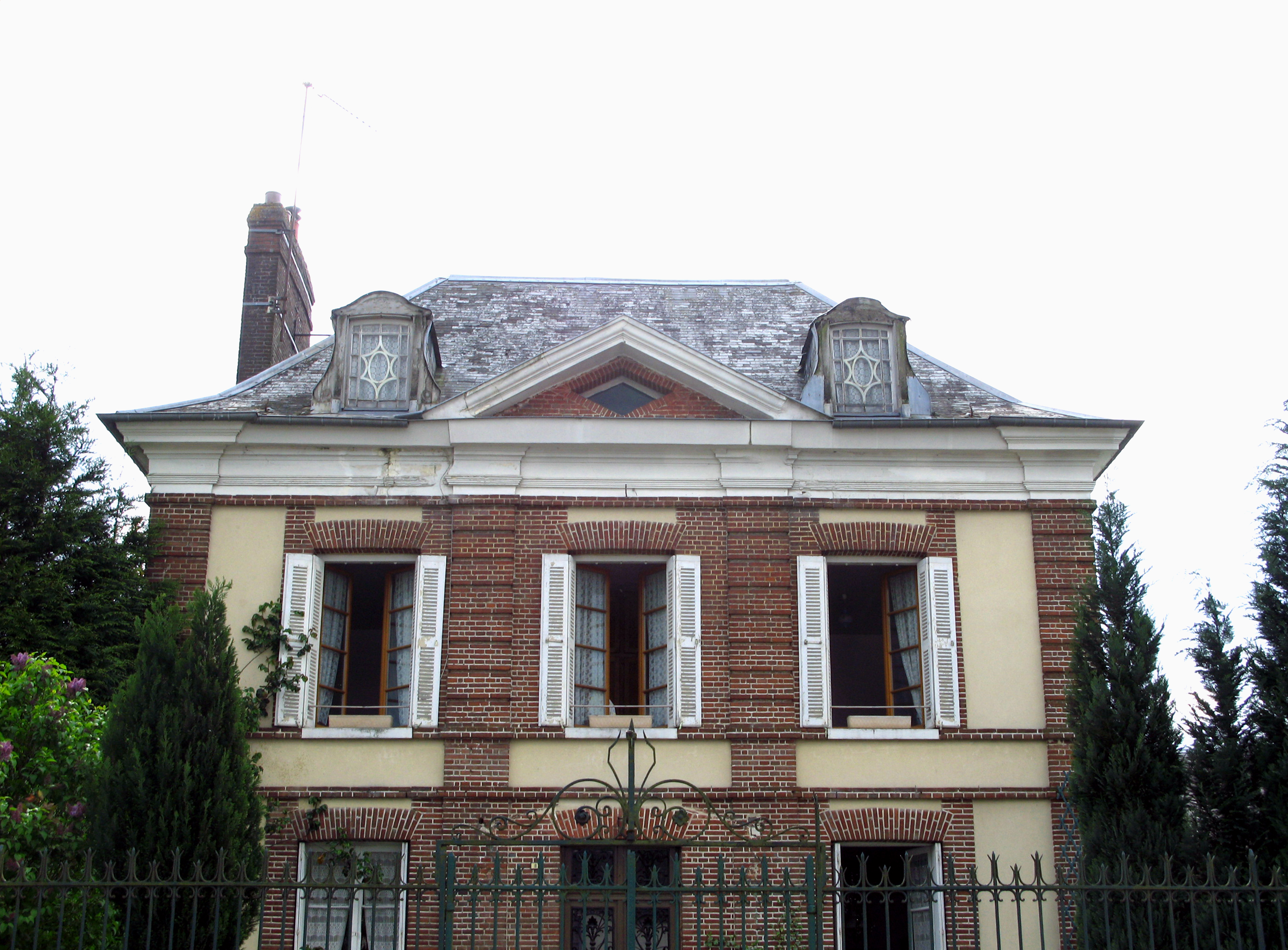
Maison de maître, place de la Mairie.

### Personnalités liées à la commune
- Jean Baptiste de Mercastel, né le 6 mai 1669 à la ferme de Mercastel, à Saint-Maurice, hameau de Gaillefontaine, professeur royal de mathématiques.
- Gabriel Chevallier (1880-1969), homme politique français, y est né.